# Andor Deli
Andor Deli (maďarsky Deli Andor, srbsky Андор Дели; * 2. květen 1977, Óbecse) je maďarsko–srbský právník a politik maďarské národnosti z autonomní oblasti Vojvodina. Od 1. července 2014 do 15. červenece 2024 poslanec Evropského parlamentu za stranu Fidesz – Maďarská občanská unie, původně zasedající ve frakci Evropské lidová strany (EPP), od 3. března 2021 ve frakci Nezařazení (NA/NI). 

## Biografie
Narodil se roku 1977 do maďarské rodiny v Óbecse v tehdejší SAO Vojvodina v Socialistické federativní republice Jugoslávie. Vystudoval práva na Univerzitě v Novém Sadu, během studia absolvoval v roce 2003 i stipendijní pobyt na Europa-Institut na Sárské univerzitě v Německu.

### Politická kariéra
Od roku 2001 je členem Svazu vojvodinských Maďarů. V letech 2012 až 2014 byl místopředsedou autonomní vlády Vojvodiny. V maďarských eurovolbách 2014 byl zvolen na kandidátce strany Fidesz jako zástupce vojvodinských Maďarů, kteří žijí na území dnešního Srbska. V eurovolbách 2019 byl opětovně zvolen. V EP byl původně členem poslaneckého klubu Evropské lidové strany, od 3. března 2021 zasedal ve frakci Nezařazení (NI). Dále byl členem Výboru pro dopravu a cestovní ruch, Rozpočtového výboru a Delegace v Parlamentním výboru pro stabilizaci a přidružení EU-Srbsko a náhradníkem v Delegaci v Parlamentním výboru pro stabilizaci a přidružení EU-Černá Hora.

## Soukromý život
Andor Deli je ženatý, má dvě dcery. 
Je držitelem maďarského a srbského státního občanství, což je zcela běžná praxe u příslušníků maďarské menšiny v srbské Vojvodině. 
Vedle rodné maďarštiny hovoří dále také anglicky, německy a srbsky.